# پیتر کواچ (ژیمناست)
پیتر کواچ (مجاری: Péter Kovács؛ ۲۸ سپتامبر ۱۹۵۹ – ۲۲ ژوئن ۲۰۲۴) ژیمناست اهل مجارستان بود.
وی در مسابقات کشوری و بین‌المللی در مجموع برندهٔ ۱ مدال برنز شد.
کواچ در ۲۲ ژوئن ۲۰۲۴، در سن ۶۴ سالگی درگذشت. 